# Hexacladium corynephorum
Hexacladium corynephorum är en svampart som beskrevs av D.L. Olivier 1983. Hexacladium corynephorum ingår i släktet Hexacladium, divisionen sporsäcksvampar och riket svampar.   Inga underarter finns listade i Catalogue of Life.